# Soledad Sacheri
Soledad Sacheri (13 de junio de 1970, Buenos Aires, Argentina) es doctora en fonoaudiología, profesora y cantante. Es especialista en voz profesional y trastornos de la voz.
Es la actual presidente de la Sociedad Argentina de la Voz (SAV) y member of the Collegium Medicorum Theatri. Es profesora con amplia experiencia de docencia de grado y posgrado en universidades públicas (UBA y UNA) y privadas (UMSA). Ha escrito tres libros: "Ciencia en el arte del canto", "La voz del actor" y "Sistema de aprendizaje de canto holístico". Su obra aborda el desarrollo de la voz humana desde el balance entre la investigación científica objetiva, la más pura expresividad artística y el constante cuidado de la salud vocal.
Desde sus inicios en el campo específico de la voz profesional y la rehabilitación vocal, su interés central ha sido el estudio y el trabajo de la voz en todas sus dimensiones. Su experiencia en diferentes entornos le ha permitido madurar un enfoque 360⁰ sobre la actividad y el entrenamiento vocal que conjuga los últimos descubrimientos científicos y artísticos para estimular el intercambio de ideas y promover un aprendizaje integral del canto y los requerimientos expresivos de la actuación y la salud vocal. Además, se ha servido de las herramientas tecnológicas disponibles al diseñar dos aplicaciones digitales: "Cantapp" y “La Voz del Actor” que brindan herramientas interactivas para acompañar el entrenamiento vocal.

## Biografía
Se graduó como fonoaudióloga en la Facultad de Ciencias de la Recuperación Humana de la Universidad del Museo Social Argentino (UMSA) en 1998 y como Licenciada en Fonoaudiología, en el año 2000, en la misma institución. Más tarde, realizó sus estudios de doctorado en Fonoaudiología (especialidad en perturbación de la Comunicación Humana) en la misma universidad, y obtuvo el título de Doctora en Fonoaudiología en el año 2005. Luego realizó el profesorado universitario en la Facultad de Ciencias Pedagógicas y Psicológicas de la Universidad del Museo Social Argentino y obtuvo el título de Profesora Universitaria en el año 2007.
Por su enfoque integral y multidisciplinario, ha sido invitada a brindar charlas y conferencias en diversas instituciones educativas de Argentina y Chile.
Desde 1998 alterna la actividad de docencia universitaria con la enseñanza y el entrenamiento de técnica vocal hablada y cantada para profesionales de la voz (cantantes, actores, oradores y locutores) y la rehabilitación de las patologías de la voz. 
Ha participado como expositora en múltiples congresos y jornadas nacionales e internacionales de la voz cantada y hablada.
Fue asesora y entrenadora vocal para cronistas y periodistas deportivos en TyC Sports entre los años 2006 y 2008.
Dictó  Clases de entrenamiento vocal en el taller de teatro de Beatriz Matar.
Más allá de su profundo rol académico, Soledad ha incursionado en el mundo de la actuación y la música. Ha trabajado con reconocidos maestros tanto en Argentina como en el extranjero, como Renata Tebaldi (Milán), Delia Rigal, Peter Elkus (Nueva York), y especialmente con su admirada Susana Naidich, entre tantos. Su búsqueda constante de nuevos recursos la llevó a explorar la actuación con profesores como Agustín Alezzo, enriqueciendo aún más su enfoque artístico.
Soledad se ha destacado también sobre el escenario. Actuó en lugares emblemáticos de Buenos Aires, como el Teatro Metropolitan, Clásica y Moderna, y el Teatro Colón. Además, se presentó en programas de televisión como "Susana Giménez", "Afectos especiales" y "La Cocina de Bergara Leumann”, “Desayuno”, “La noche menos pensada”, entre otros. 
Soledad Sacheri es referente en el campo de la educación y del entrenamiento vocal, con su enfoque multidisciplinario en la búsqueda de maximizar el potencial de la voz humana.

## Formación académica
- Fonoaudióloga en la Facultad de Ciencias de la Recuperación Humana de la Universidad del Museo Social Argentino (UMSA) - 1998
- Licenciada en Fonoaudiología - 2000 (UMSA)
- Doctorado en Fonoaudiología con especialidad en Perturbación de la Comunicación Humana – 2005 (UMSA).
- Profesorado universitario en la Facultad de Ciencias Pedagógicas y Psicológicas de la Universidad del Museo Social Argentino – 2007 (UMSA).

## Libros
- “Ciencia en el arte del Canto” replantea preceptos de las escuelas de canto a la luz de argumentos científicos, en pos de incrementar el rendimiento vocal y estimular el intercambio.
- “La Voz del Actor” (que se acompaña de una aplicación digital que lleva el mismo nombre) extiende rutinas de ejercicios de entrenamiento vocal específicos para la labor actoral, amplificando recursos estilísticos para lograr una performance plena.
- “Sistema de Aprendizaje de Canto Holístico” (SACH) y su apoyo digital, la aplicación Cantapp presentan una nueva forma de encauzar, guiar y acompañar la ejercitación vocal para el canto en los distintos estadios de evolución.